# Štuhec
Štuhec je priimek več znanih Slovencev:
- Ana Štuhec, izseljenska kulturna delavka v Nemčiji
- Anton Štuhec (1884—1948), pravnik, sodnik, univ. prof.
- Barbara Štuhec, atletinja
- Franc Štuhec (1913—1986), salezijanec in nabožni pisec
- Ilka Štuhec (*1990), alpska smučarka
- Igor Štuhec (1932—2024), skladatelj in glasbeni pedagog
- Ivan Štuhec (1820—1885), pravnik in narodni buditelj
- Ivan Štuhec (*1950), agronom, zootehnik, univ. profesor
- Ivan Janez Štuhec (*1953), teolog in filozof morale, publicist, cerkveni organizator, prof. TEOF
- Janez Evangelist Štuhec - Murski (1889—?), drevesničar, mladinski organizator
- Luka Štuhec, rokometaš
- Marko Štuhec (*1959), zgodovinar, univ. prof.
- Marko Štuhec, skladatelj
- Matej Štuhec, klinični farmacevt
- Miran Štuhec (*1952), literarni zgodovinar in teoretik, univ. prof.
- Mojca Štuhec, umetnostna zgodovinarka
- Polona Matjan Štuhec, klinična psihologinja
- Stanko Štuhec (*1958), glasbenik ? / prof. FŠ ?
- Vojko Štuhec (1946—2018), kipar in likovni pedagog